# بچه کوچک (فیلم ۲۰۱۰)
بچه کوچک (به تامیلی: Kutty) فیلمی است محصول سال ۲۰۱۰ و به کارگردانی میتران جواهر است. در این فیلم بازیگرانی همچون دنوش، شریا سارن، سمیر داتانی و مگنا نایدو ایفای نقش کرده‌اند.